# The Ghost and Mrs. Muir
The Ghost and Mrs. Muir (en España, en Chile y en Venezuela, El fantasma y la señora Muir; en Argentina y en México, La dama y el fantasma) es una película estadounidense de 1947, con guion de Philip Dunne basado en una novela de 1945 de R. A. Dick. La película fue dirigida por Joseph L. Mankiewicz y contó con Gene Tierney y Rex Harrison como actores principales.
Se trata de una comedia romántica con un alto contenido poético. El productor fue Fred Kohlmar, para la 20th Century Fox. La música fue compuesta por Bernard Herrmann. La fotografía fue asegurada por Charles Lang Jr.
The Ghost and Mrs. Muir fue candidata a los premios Óscar de la Academia.

## Sinopsis
A principios del siglo XX, una joven viuda, Lucy Muir, decide mudarse con su hija pequeña (Natalie Wood) a una casa junto al mar de la que corre el rumor de que está habitada por el espíritu de un antiguo capitán de barco ya fallecido: Gregg. Este intenta asustarla al principio, pero, al no conseguirlo, discuten y se van haciendo amigos, pese a sus caracteres completamente opuestos. El fantasma va dictando sus memorias a la viuda, que tendrá éxito al publicarlas. Ambos se quieren, pero saben que no es posible consumar el amor entre ellos, pues ella aún no es fantasma y él ya no es de carne y hueso. 
Con el tiempo, ella conoce a un hombre, y el fantasma, celoso al principio, acaba desapareciendo para que la mujer pueda casarse. Pero el hombre ya tiene familia y la señora Muir se queda soltera y tiene una vida apacible hasta la vejez. Al morir, en la escena más romántica de todas, es recogida por el capitán, quien extiende sus brazos para acompañarla a la otra vida.

## Reparto
- Angélica, suegra de la señora Muir: Isobel Elsom.
- Anna, hija de la señora Muir: de niña, Natalie Wood; de mayor, Vanessa Brown.
- Capitán Gregg, el fantasma: Rex Harrison.
- Una escritora desplazada por el éxito de la señora Muir: Helen Freeman.
- Eva, cuñada de la señora Muir: Victoria Horne.
- Martha Huggins, sirviente de la señora Muir: Edna Best.
- Miles Fairley, prometido de la señora Muir: George Sanders.
- Señor Coombs: Robert Coote.
- Señor Sproull: Whitford Kane.
- Señora Fairley: Anna Lee.
- Señora Lucy Muir: Gene Tierney.
- Un viajero expulsado del compartimento del tren por el capitán: Stuart Holmes.

## Comentarios
La película está cuajada de simbolismos y posee una estructura en tres partes que responden a tres géneros diferentes, desde el típico filme de terror a la comedia melodramática y la fantasía romántica. Joseph L. Mankiewicz dijo sobre esta obra:

La aventura de la señora Muir era un puro romance y el recuerdo más señalado que guardo es el de Rex Harrison despidiéndose de la viuda (Gene Tierney). Expresa el lamento de la vida maravillosa que hubieran podido conocer juntos. Posee viento, posee mar, posee deseo de algo más... y las decepciones con que se encuentran. He ahí los sentimientos que siempre he querido transmitir, y creo que de ello hay huella en casi todas mis películas, comedias o dramas, desde Cadenas conyugales a Eva, pasando por La puerta se abre.

## Secuelas
Originó una serie televisiva clásica, El fantasma y la señora Muir (The Ghost and Mrs. Muir, 1968-1970),  con cincuenta episodios de media hora y con Edward Mulhare como el fantasma y Hope Lange como la señora Muir, en la que Albert Lewin (director de Pandora y el holandés errante y El retrato de Dorian Gray) escribió algunos de los guiones. En 1947 ya había sido adaptada para la radio (Lux Radio Theatre) con Charles Boyer y Madeleine Carroll.